# Argyresthia
Argyresthia är ett släkte av fjärilar som beskrevs av Jacob Hübner 1825. Argyresthia ingår i familjen spinnmalar.

## Bildgalleri

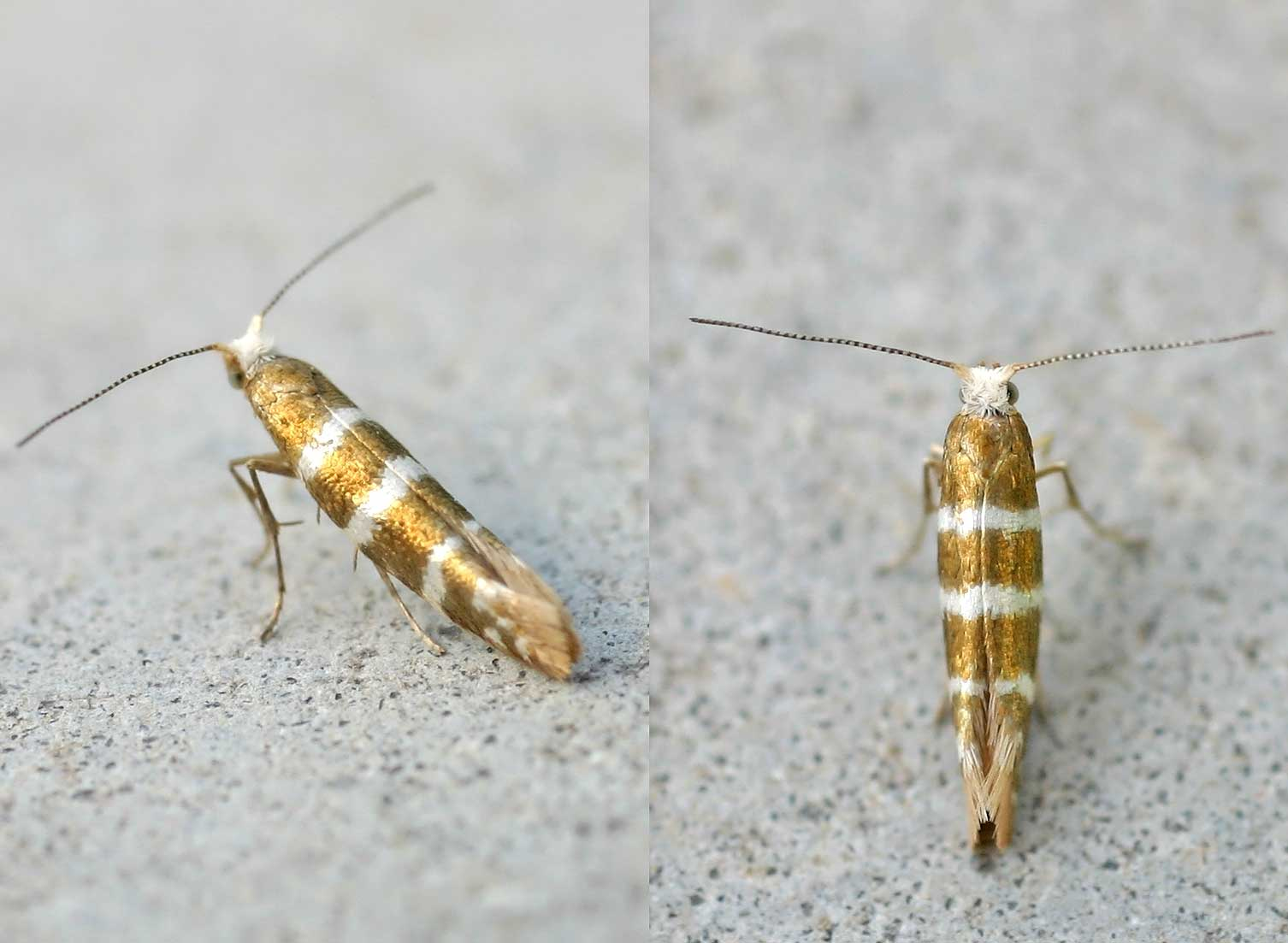
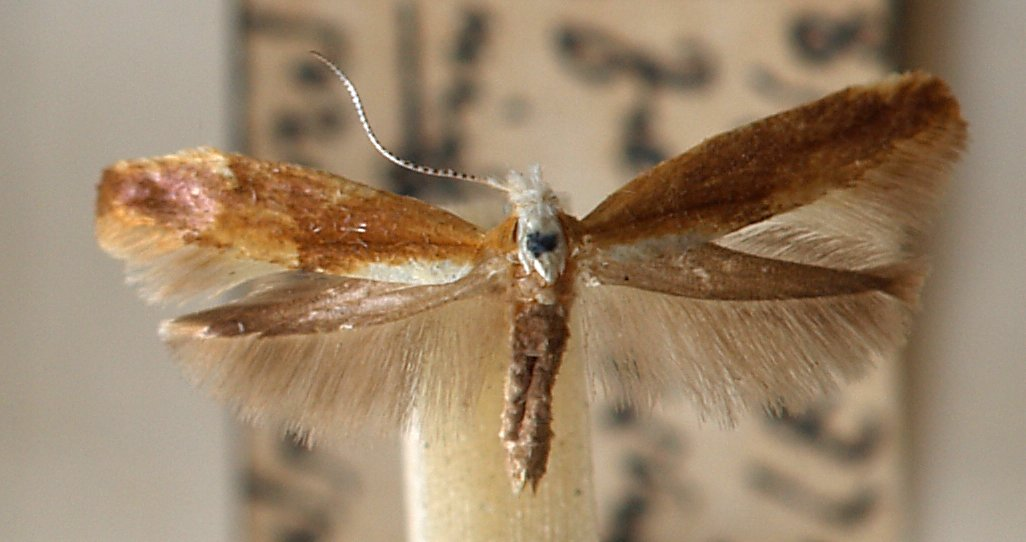
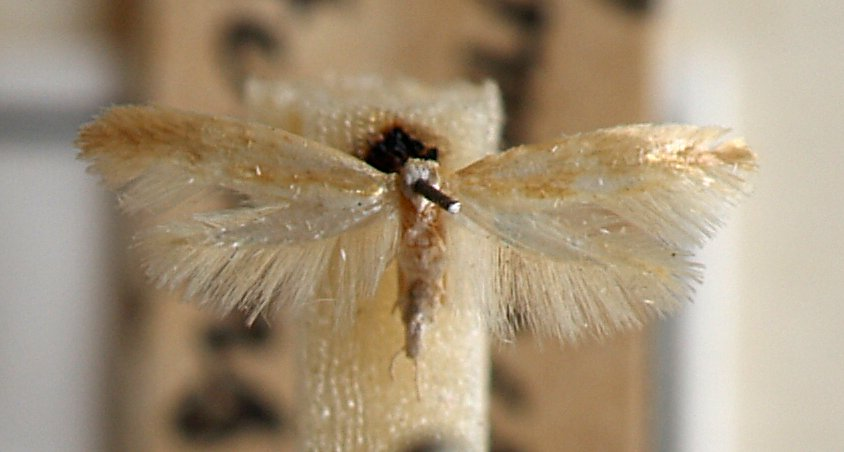
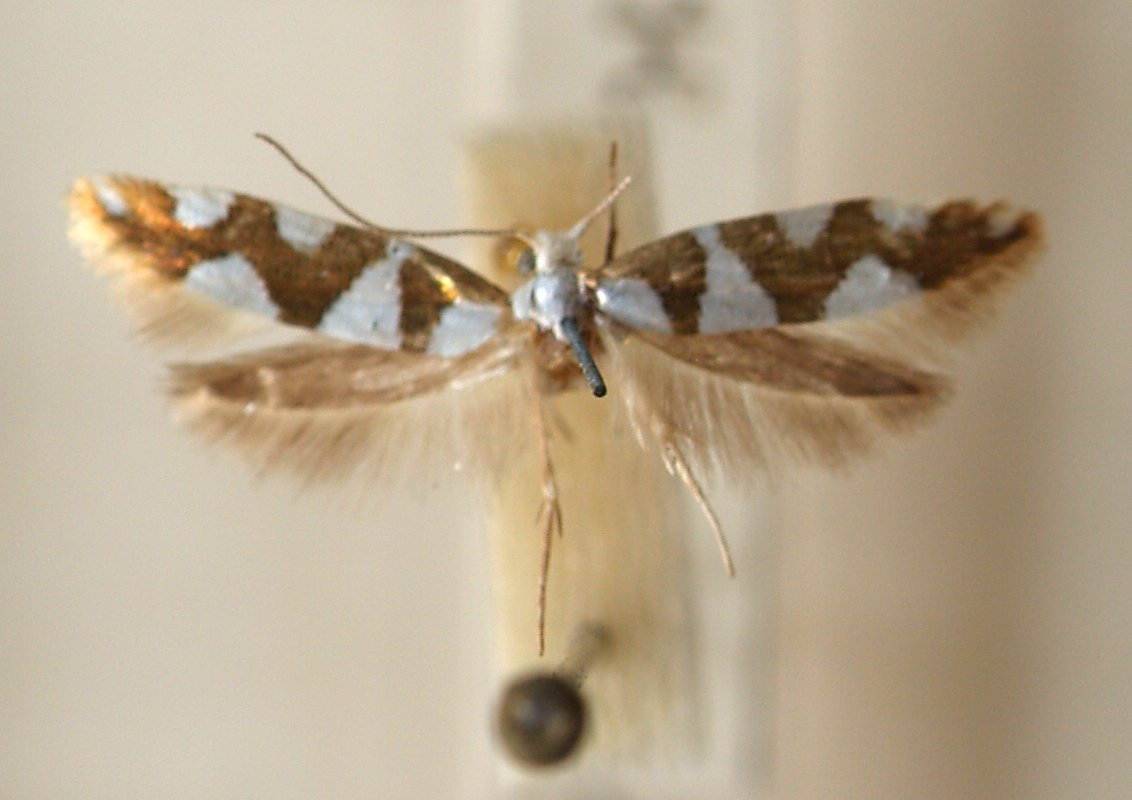
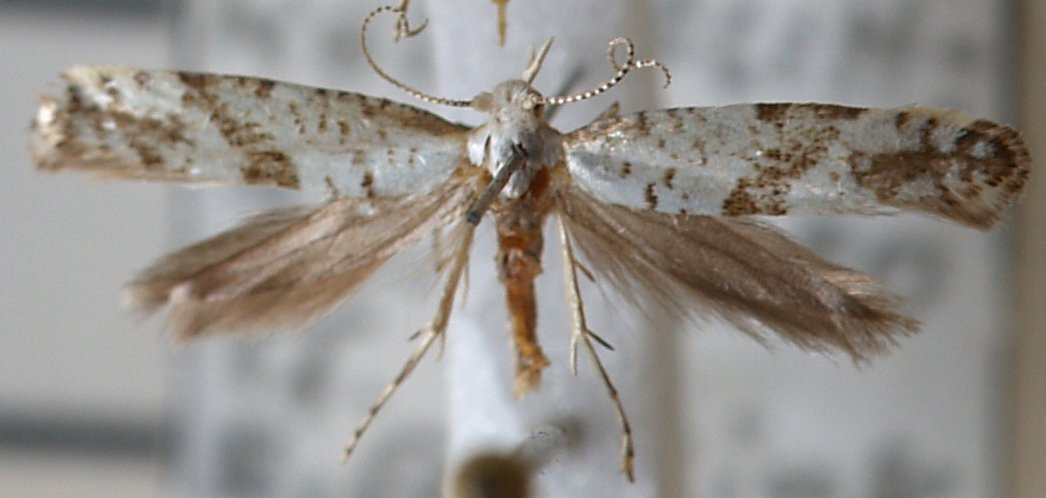
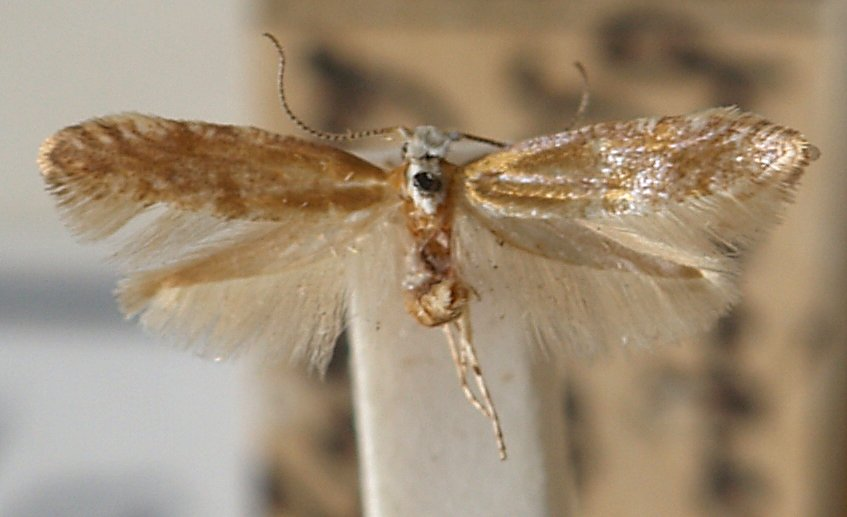

## Dottertaxa tillArgyresthia, i alfabetisk ordning[1][2]
- Argyresthia abdominalis
- Argyresthia abies
- Argyresthia achillella
- Argyresthia aerariella
- Argyresthia affinis
- Argyresthia albicomella
- Argyresthia albistria
- Argyresthia alpha
- Argyresthia alternatella
- Argyresthia altissimella
- Argyresthia amiantella
- Argyresthia andereggiella
- Argyresthia angusta
- Argyresthia annettella
- Argyresthia anthocephala
- Argyresthia aphoristis
- Argyresthia apicimaculella
- Argyresthia arceuthina
- Argyresthia arceuthobiella
- Argyresthia atlanticella
- Argyresthia atmoriella
- Argyresthia aureoargentella
- Argyresthia aurivittella
- Argyresthia aurulentella
- Argyresthia austerella
- Argyresthia belangerella
- Argyresthia bergiella
- Argyresthia beta
- Argyresthia biruptella
- Argyresthia bolliella
- Argyresthia brockeella
- Argyresthia caesiella
- Argyresthia calliphanes
- Argyresthia canadensis
- Argyresthia carcinomatella
- Argyresthia certella
- Argyresthia chalcocausta
- Argyresthia chalcochrysa
- Argyresthia chamaecypariae
- Argyresthia chionochrysa
- Argyresthia chrysidella
- Argyresthia columbia
- Argyresthia communana
- Argyresthia conjugella
- Argyresthia conspersa
- Argyresthia cornella
- Argyresthia cupressella
- Argyresthia curvella
- Argyresthia cyaneimarmorella
- Argyresthia decimella
- Argyresthia deletella
- Argyresthia denudatella
- Argyresthia diffractella
- Argyresthia dilectella
- Argyresthia dislocata
- Argyresthia divisella
- Argyresthia dulcamarella
- Argyresthia dzieduszyckii
- Argyresthia ephippella
- Argyresthia eugeniella
- Argyresthia fagetella
- Argyresthia festiva
- Argyresthia flavicomans
- Argyresthia flexilis
- Argyresthia franciscella
- Argyresthia freyella
- Argyresthia fujiyamae
- Argyresthia fundella
- Argyresthia furcatella
- Argyresthia fuscilineella
- Argyresthia gephyritis
- Argyresthia glabratella
- Argyresthia glaucinella
- Argyresthia goedartella
- Argyresthia helvetica
- Argyresthia hilfiella
- Argyresthia huguenini
- Argyresthia icterias
- Argyresthia idiograpta
- Argyresthia illuminatella
- Argyresthia inauratella
- Argyresthia inscriptella
- Argyresthia iopleura
- Argyresthia ivella
- Argyresthia juniperivorella
- Argyresthia kasyi
- Argyresthia kuwayamella
- Argyresthia laevigatella
- Argyresthia lamiella
- Argyresthia laricella
- Argyresthia leuconota
- Argyresthia leuculias
- Argyresthia libocedrella
- Argyresthia liparodes
- Argyresthia literella
- Argyresthia lustralis
- Argyresthia maculosa
- Argyresthia magna
- Argyresthia majorella
- Argyresthia mariana
- Argyresthia marmorata
- Argyresthia media
- Argyresthia melitaula
- Argyresthia mendica
- Argyresthia mesocausta
- Argyresthia metallicolor
- Argyresthia minusculella
- Argyresthia mirabiella
- Argyresthia monochromella
- Argyresthia montana
- Argyresthia montella
- Argyresthia mutuurai
- Argyresthia nemorivaga
- Argyresthia niphospora
- Argyresthia nitidella
- Argyresthia nivifraga
- Argyresthia nymphocoma
- Argyresthia ochridorsis
- Argyresthia oleaginella
- Argyresthia oreadella
- Argyresthia ornatipennella
- Argyresthia ossea
- Argyresthia pallidella
- Argyresthia pedemontella
- Argyresthia pentanoma
- Argyresthia perbella
- Argyresthia percussella
- Argyresthia picea
- Argyresthia pilatella
- Argyresthia plectrodes
- Argyresthia plicipunctella
- Argyresthia praecocella
- Argyresthia prenjella
- Argyresthia pretiosa
- Argyresthia pruniella
- Argyresthia psamminopa
- Argyresthia pseudotsuga
- Argyresthia pulchella
- Argyresthia purella
- Argyresthia purpurascentella
- Argyresthia pygmaeella
- Argyresthia quadristrigella
- Argyresthia quercicolella
- Argyresthia rara
- Argyresthia reticulata
- Argyresthia retinella
- Argyresthia rileiella
- Argyresthia ruidosa
- Argyresthia sabinae
- Argyresthia saporella
- Argyresthia semifasciella
- Argyresthia semiflavella
- Argyresthia semifusca
- Argyresthia semipurpurella
- Argyresthia semitestacella
- Argyresthia semitrunca
- Argyresthia sorbiella
- Argyresthia spiniella
- Argyresthia spinosella
- Argyresthia stilpnota
- Argyresthia submontana
- Argyresthia subreticulata
- Argyresthia subrimosa
- Argyresthia taiwanensis
- Argyresthia tallasica
- Argyresthia tetrapodella
- Argyresthia thoracella
- Argyresthia thuiella
- Argyresthia trifasciae
- Argyresthia trifasciata
- Argyresthia triplicata
- Argyresthia trochaula
- Argyresthia tsuga
- Argyresthia tutuzicolella
- Argyresthia undulatella
- Argyresthia uniformella
- Argyresthia walsinghamella
- Argyresthia visaliella